# Key the Metal Idol
Key the Metal Idol (キィ・ザ・メタル・アイドル?, Kī Za Metaru Aidoru) è una serie di OAV, pubblicati in Giappone dal 1994 sino alla fine del 1997. La serie consiste di quindici episodi, divisi in tre "programmi". Il primo programma consiste degli episodi che vanno dal numero uno al numero sette, il secondo programma va dal numero otto sino al numero tredici, mentre il terzo programma è l'episodio quattordici. Il quindicesimo programma, è chiamato "programma finale". La serie fonde elementi degli anime fantascientifici a quelli soprannaturali.

## Serializzazione
Key the Metal Idol è un anime piuttosto anomalo sotto diversi punti di vista, ed infatti esso fu originariamente commercializzato come titolo sperimentale. Le prime copie delle VHS e dei LD distribuiti nei negozi, infatti avevano il costo di 2500 yen, per un singolo episodio in VHS oppure di 5800 yen per il LD che ne conteneva tre. Tale prezzo era praticamente meno della metà del prezzo di tutti gli altri OAV che venivano commercializzati in quel periodo. Tuttavia, con il progredire delle uscite il prezzo andò aumentando, sino ad arrivare all'ultimo episodio che costava 9500 yen, in linea con i prezzi di tutti gli altri titoli dell'epoca.
La serie è piuttosto insolita anche dal punto di vista della durata dei singoli episodi, che variavano di lunghezza di volume in volume. I primi tredici episodi infatti avevano una durata approssimativa di circa 25 minuti, mentre gli ultimi due arrivarono a durare circa 95 minuti.
La serie è stata distribuita al di fuori del Giappone soltanto negli Stati Uniti dalla Viz Media, ed in Germania dalla Anime-Virtual.

## Trama
La storia ruota intorno al personaggio di Tokiko Mima, soprannominata "Key". Key è un robot, realizzata dallo scienziato Murao Mima, che lei chiama nonno. Ogni anno, per il compleanno di Key, Murao realizza per il robot un nuovo corpo. Sul suo letto di morte però Murao rivela a Key di avere la possibilità di non essere più un robot: infatti Key può trasformarsi in un essere umano, se riesce a stringere amicizia con trentamila persone. Tuttavia Key deve realizzare questo obiettivo prima che le batterie del suo corpo (che durano esattamente un anno) si esauriscano definitivamente e il robot si spenga per sempre. Ad essere interessati a Key però ci sono anche alcuni uomini potenti e senza scrupoli che vorrebbero mettere le mani su di esso per scoprire la tecnologia che il suo corpo nasconde.

## Episodi
| Nº | Titolo italiano Giapponese 「Kanji」 - Rōmaji | Prima edizione   | Prima edizione |
| Nº | Titolo italiano Giapponese 「Kanji」 - Rōmaji | Giapponese       |                |
| 1  | Startup 「起動」 - Kidō                       | 16 dicembre 1994 |                |
| 2  | Cursor 「カーソル I」 - Kasoru I              | 17 febbraio 1995 |                |
| 3  | Cursor II 「カーソル II」 - Kasoru II         | 1º marzo 1995    |                |
| 4  | Access 「アクセス」 - Akusesu                 | 5 aprile 1995    |                |
| 5  | Scroll I 「スクロール I」 - Sukuroru I        | 7 giugno 1995    |                |
| 6  | Scroll II 「スクロール II」 - Sukuroru II     | 5 luglio 1995    |                |
| 7  | Run 「ラン」 - Ran                            | 2 agosto 1995    |                |
| 8  | Goto 「ゴー・トゥー」 - Gotō                  | 7 febbraio 1996  |                |
| 9  | Return 「リターン」 - Ritan                   | 6 marzo 1996     |                |
| 10 | Bug 「バグ」 - Bagu                           | 3 aprile 1996    |                |
| 11 | Save 「セーブ」 - Sebu                        | 2 maggio 1996    |                |
| 12 | Virus I 「ヴァイラス I」 - Vairasu I          | 3 luglio 1996    |                |
| 13 | Virus II 「ヴァイラス II」 - Vairasu II       | 7 agosto 1996    |                |
| 14 | System 「システム」 - Shisutemu               | 21 marzo 1997    |                |
| 15 | Exit 「終了」 - Shūryō                        | 18 giugno 1997   |                |

## Colonna sonora
Sigla di apertura
- In the Night, cantata da Sario Kijima

Sigla di chiusura
- Watashi ga soba ni iru, cantata da Sario Kijima (ep 1-13)
- Passenger, cantata da Tamiya Terashima (ep 14)
- Galaxy in my Hands, cantata da Junko Iwao (ep 15)